# 元怡
元 怡（げん い、生没年不詳）は、北魏の皇族。中山王元英・章武王元彬の弟。東海王元曄の父。

## 経歴
南安王拓跋楨の子として生まれた。歩兵校尉を初任とし、城門校尉に転じた。鄯善鎮将をつとめたが、任地で粗暴な収奪をおこなって役人の糾弾を受け、逃亡して免職された。延昌年間に死去した。孝荘帝の初年、爾朱栄の妻の兄として、驃騎大将軍・太尉公・雍州刺史・扶風王の位を加贈された。

## 子女
- 元粛
- 元曄

## 伝記資料
- 『魏書』巻19下 列伝第7下
- 『北史』巻18 列伝第6